# 중부내륙낙동대교
중부내륙낙동대교(中部內陸洛東大橋, 영어: Jungbunaeryuknakdongdaegyo(Br))는 대구광역시 달성군 현풍읍과 경상북도 고령군 개진면을 잇는 중부내륙고속도로 상의 교량으로, 낙동강을 횡단한다. 2007년 11월 30일 중부내륙고속도로 현풍 나들목 ~ 김천 분기점 구간과 함께 개통되었다.
터널 남쪽에는 현풍 분기점이, 북쪽에는 고령1터널이 위치하고 있다.